# IVL K.1 Kurki
Lo IVL K.1 Kurki (in finlandese Gru) è stato un aereo da collegamento, addestramento e trasporto postale sviluppato dall'azienda finlandese di stato Ilmailuvoimine Lentokonetehtaan (poi Valtion Lentokonetehdas) negli anni venti e rimasto allo stato di prototipo.

## Storia del progetto
In un periodo di scarsità di ordini fu tentata dall'ufficio tecnico dell'industria aeronautica di stato finlandese (Ilmailuvoimine Lentokonetehtaan) la costruzione di un aereo che potesse interessare sia il mercato civile che quello militare. Progettato da Asser Järvinen, la costruzione fu effettuata nella fabbrica di stato, all'epoca facente parte dell'arsenale situato nella fortezza di Suomenlinna poco al largo di Helsinki. Trattandosi di un arcipelago di piccole isole, queste non potevano essere dotate di alcuna pista d'atterraggio, per cui era previsto che gli aerei costruiti decollassero con dei galleggianti d'estate e con degli sci d'inverno partendo dal mare ghiacciato.

## Tecnica

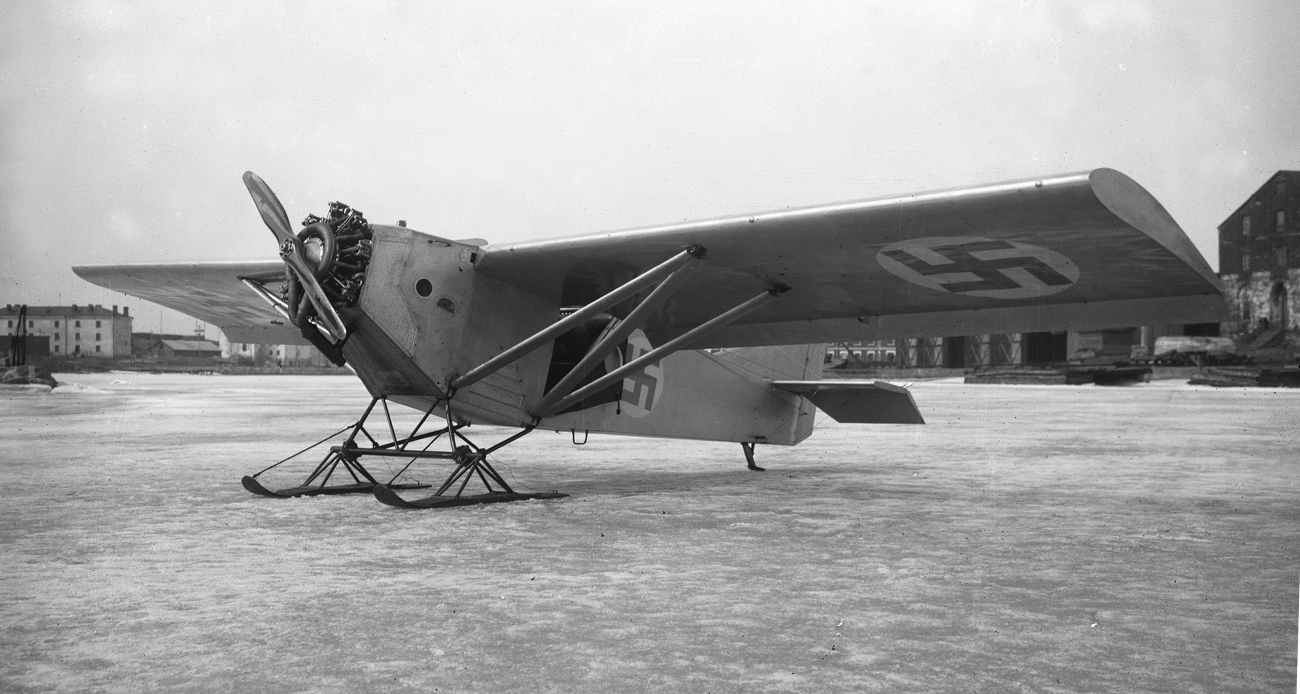
Il Kurki sul mare ghiacciato

Lo IVL Kurki era un monomotore monoplano ad ala alta, di costruzione interamente lignea, eccetto per alcuni elementi strutturali metallici quali i montanti alari ed il carrello d'atterraggio. La fusoliera presentava un abitacolo aperto destinato ai piloti ed una cabina chiusa per i passeggeri o il carico. Il carrello d'atterraggio era triciclo posteriore fisso, con pattino di coda, le ruote potevano essere sostituite da sci per il periodo invernale.
Il propulsore era un motore radiale Siemens-Halske Sh 12 a 9 cilindri, raffreddato ad aria, erogante la potenza di 120 hp (90 kW), ed azionante un'elica bipala lignea a passo fisso.

## Impiego operativo
Soprannominato "Järvisen laatikko", ovvero "Scatola di Järvinen" per il suo aspetto squadrato, il prototipo venne preso in carico dalla Suomen ilmavoimat, l'aeronautica militare finlandese, ed effettuò il primo volo il 30 marzo 1927. L'aereo si rivelò sottopotenziato, mal centrato e con pessime caratteristiche di volo, per cui non ne venne intrapresa la costruzione in serie né ne furono tentati sviluppi. Il Kurki effettuò un totale di sole 13 ore di volo e dopo l'ultimo di questi, avvenuto il 12 settembre 1927, venne smontato ed immagazzinato.

## Utilizzatori
Finlandia
- Suomen ilmavoimat

## Esemplari attualmente esistenti
Il prototipo, incompleto e non restaurato, è adesso conservato presso il Museo aeronautico del Päijät-Häme (Päijät-Hämeen ilmailumuseo) di Asikkala.